# Ciliopatie
Ciliopatie (ang. ciliopathies, cilia-related diseases) – grupa chorób, w których patogenezie odgrywa rolę nieprawidłowa funkcja rzęsek i wici. Należą tu:
- pierwotna dyskineza rzęsek
- wielotorbielowatość nerek
- niektóre postaci bezpłodności mężczyzn
- grupa ciliopatii związanych z nefronoftyzą
- zespół Bardeta-Biedla
- zespół Alströma
- zespół Meckela
- zespół Joubert